# گوانوکسابنز
گوانوکسابنز (انگلیسی: Guanoxabenz) یک متابولیت داروی گوانابنز است.